# Famille Thépault
La famille Thépault est une famille d'ancienne extraction, 8 générations à l'intendance de 1698, maintenue noble en Bretagne en 1669 et 1481, ainsi qu'aux réformations de 1427 et 1543.

## Membres de la famille
- Olivier Thépault, écuyer de Charles de Blois en 1347, entendu lors de l'enquête de canonisation de ce prince en 1371.
- Eon Thépault, ratifie le traité de Guérande à Guingamp en 1381.
- Alain Thépault, envoyé par le duc pour sommer le capitaine de La Roche-Derrien de rendre la place en 1389.
- Jean Thépault, vivant en 1400, épouse Jeanne de Kergorlay, de la maison du Cleuz.
- Alain Thépault, époux de Marguerite Polart, lieutenant de Tanguy du Chastel, à Montlhéry en 1465.
- Michel Thépault de Rumelin, chanoine, baptisé le 5 février 1503 à l'église Saint-Mathieu de Morlaix, recteur de Pleumeur-Bodou, puis de Plougasnou, devint chanoine de la cathédrale de Tréguier et fait don, avec sa sœur Fiacre Thépault, dame de Trézel, le 16 mars 1654 d'un terrain et de rentes pour permettre la construction du séminaire de Tréguier, confié à la Congrégation de la Mission qui vient d'être créée par saint Vincent de Paul[2]. Il était le grand-oncle de :
  - Mgr Hervé-Nicolas Thépault du Brignou, évêque de Saint-Brieuc de 1745 à 1766, surnommé « le père des pauvres »[3], oncle de :
  - Joseph-Yves Thépault, chevalier, comte du Breignou, chevalier de l'Ordre de Saint-Louis, marié avec Anne-Jeanne de Talhouët de Brignac, parents de :
    - Hervé-Jean-Gouesnou Thépault, né le 30 janvier 1745 au château du Breignou, paroisse de Plouvien (désormais commune de Bourg-Blanc), baptisé le 6 juin 1746 en l'église tréviale de Bourg-Blanc, est au service du Roi dans la première compagnie des Mousquetaires entre le 5 mars 1763 et le 30 mars 1772. Le 11 mars 1775, il épouse Henriette-Clotilde Baulde de Saint-Père. En 1778, il est commissaire-inspecteur pour les haras du Bas-Léon. Pendant la Révolution française, il fait partie de l'expédition de Quiberon et fut fusillé le 9 thermidor an III (28 juillet 1795)[4].

## Titres
En Bretagne
- Sr de Leinquelvez et de Kervolongar, paroisse de Garlan
- Sr de Treffalégan, paroisse de Lanhouarneau
- Châtelains du Breignou, paroisse de Plouvien, de Rumelin et de Mesaudren en Guimaëc

## Armoiries
| Image | Armoiries de la famille                                                            |
| ----- | ---------------------------------------------------------------------------------- |
|       | Famille Thépault. De gueules à la croix alésée d'or, adextrée d'une macle de même. |